# Cyrtodactylus slowinskii
Espèce
Cyrtodactylus slowinskii est une espèce de geckos de la famille des Gekkonidae.

## Répartition
Cette espèce est endémique de Birmanie. Elle se rencontre dans la région de Sagaing et dans l'État Chin. 

## Description
C'est un gecko insectivore, nocturne et terrestre.

## Étymologie
Cette espèce est nommée en l'honneur de Joseph Bruno Slowinski.

## Publication originale
- Bauer, 2002 : Two new species of Cyrtodactylus (Squamata: Gekkonidae) from Myanmar. Proceedings of the California Academy of Sciences, vol. 53, n. 7, p. 75-88 (texte intégral).